# لدائن دقيقة

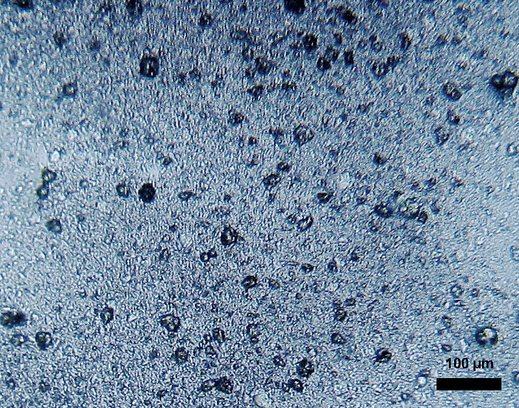
كريات مكروئية أبعادها بين 10-30 ميكرومتر من البولي إيثيلين في معجون أسنان.

اللدائن الدقيقة (ميكروبلاستيك) هي جسيمات صغيرة من البلاستيك توجد في البيئة الحيوية المحيطة، وهي ذات أبعاد ميكروئية صغيرة، عادة ما يكون نصف قطرها أقل من 5 ميليمتر. يعود منشأ جسيمات الميكروبلاستيك إلى عدة مصادر، بما فيها مستحضرات التجميل والملابس والعمليات الصناعية.
يمكن تصنيف جسيمات الميكروبلاستيك حسب المنشأ إلى جسيمات أولية، وهي ناتجة بشكل مباشر عن الاستخدام البشري لمنتجات البلاستيك المصنع؛ وإلى جسيمات ثانوية وهي فتات وشظايا بلاستيكية صغيرة مشتقة من تحلل وتكسّر السلاسل البوليميرية من قطع مخلفات اللدائن الكبيرة، والتي تشكل جزءاً من دوامة نفايات شمال المحيط الهادئ. كلا هذين المصدرين من جسيمات الميكروبلاستيك يعدان نوعاً من أنواع التلوث المستدام ذي التأثير السلبي على النظم البيئية، وخاصة البحرية منها.

## اقرأ أيضاً
- تلوث
- بلاستيك